# Paul Schulz (Politiker)

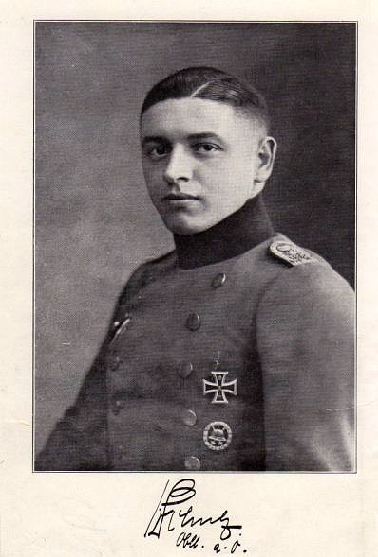
Paul Schulz – um 1920

Paul Schulz (* 5. Februar 1898 in Stettin; † 31. August 1963 in Laichingen) war ein deutscher Offizier, Politiker (NSDAP) und SA-Führer. Schulz wurde vor allem bekannt als Führer der „Schwarzen Reichswehr“ in den 1920er Jahren. Ihm wurde die Organisation von Mordanschlägen gegen missliebige Mitglieder der Schwarzen Reichswehr und gegen demokratische Politiker der Weimarer Republik zur Last gelegt. Er profilierte sich in der NSDAP als Reorganisator der nationalsozialistischen Sturmabteilung (SA) nach dem „Stennes-Putsch“ (1930). Schulz überlebte einen Mordanschlag der SS während des „Röhm-Putsches“ von 1934 und lebte danach bis zum Kriegsende im Ausland.

## Leben

### Frühe Jahre und Schwarze Reichswehr (1898–1930)
Schulz trat nach der Volksschule 1912 in die Unteroffiziersschule Potsdam ein. Mehrfach im Ersten Weltkrieg verwundet, wurde er im Frühjahr 1918 durch eine Sonderentscheidung des Kaisers wegen Tapferkeit und besonderer Leistung zum Offizier befördert. Nach Kriegsende war Schulz Mitglied des Freikorps 1. Garde-Reserve-Division unter Rüdiger von der Goltz. An den Kämpfen im Baltikum beteiligte er sich in einem Bataillon unter Bruno Ernst Buchrucker im Freikorps von Siegfried Graf zu Eulenburg-Wicken. Anschließend wurde Schulz als Adjutant Buchruckers in die Reichswehr übernommen und zum Oberleutnant befördert. Wegen der Unterstützung des Kapp-Putsches im März 1920 wurden Schulz und Buchrucker aus der Armee entlassen.
Schulz und Buchrucker wurden per Privatvertrag vom Reichswehrministerium wieder eingestellt; Schulz hatte dabei den Auftrag, in Küstrin ein Arbeitskommando aufzustellen. Das Kommando gehörte zur sogenannten Schwarzen Reichswehr, einer republikfeindlichen Geheimorganisation, die heimliche Personalreserven für die Reichswehr bereitstellte und auf den Sturz des Weimarer Staates hinarbeitete. Innerhalb der Schwarzen Reichswehr war Schulz für den organisatorischen und militärischen Aufbau zuständig, er galt als der eigentliche „Macher des ganzen Ladens“, so eine spätere Zeugenaussage. Er war zeitweilig mit Rosa Klapproth verlobt, der Schwester des Fememörders Erich Klapproth. Ende 1922 wechselte Schulz in das Wehrkreiskommando III in Berlin und stellte dort weitere Arbeitskommandos der Schwarzen Reichswehr auf. Beim Küstriner Putsch am 1. Oktober 1923 wurde Schulz verhaftet, jedoch nicht wie der Initiator des Putsches, Buchrucker, später angeklagt.
Innerhalb der Schwarzen Reichswehr leitete Schulz deren „Femeorganisation“ in Preußen, dem größten Teilstaat des Deutschen Reiches, und betraute und organisierte in diesem Rahmen die Ermordung von linken Politikern und anderen angeblichen „Reichsfeinden“. Der „Femerichter“ Schulz galt später in weiten Teilen der deutschen Öffentlichkeit – Sympathisanten und Gegnern gleichermaßen – als der „Feme-Schulz“.
Der Artikel „Das Spitzelsystem der Schwarzen Reichswehr“, der im Sommer 1925 in der Zeitschrift Die Weltbühne erschien, beschrieb Schulz’ Rolle in der Organisation wie folgt: „Die Grundlage des Femebetriebs in der Schwarzen Reichswehr war ein Spitzelsystem, einzig in seiner Art. Für die Abteilung zeichnete der Oberleutnant Schulz verantwortlich, obwohl die ‚Criminalabteilung‘ durch den Oberleutnant Stennes […] organisiert worden war.“ Autor des anonym erschienenen Artikels war Carl Mertens, der im Berliner Wehrkreiskommando der Adjutant von Schulz gewesen war.
Im März 1925 wurde Schulz wegen Anstiftung zu mehreren Morden verhaftet. Das Schwurgericht Berlin III verurteilte ihn am 26. März 1927 wegen „Anstiftung zum gemeinschaftlichen Morde“ an dem Feldwebel Walter Wilms zum Tode. „Nachher zu 7 1/2 Jahe begnadigt und Ende des vorigen Jahres [1929] … aus der Haft entlassen.“ In weiten Teilen der deutschen Rechten galt er fortan als Märtyrer: Ein Reichstagsabgeordneter der Deutschnationalen Volkspartei (DNVP) nannte ihn einen „Kriegshelden am Kreuz“, und der nationalsozialistische Völkische Beobachter forderte „Freiheit für Oberleutnant Schulz“.
Der Lobbyist der Schwerindustrie August Heinrichsbauer sammelte 40.000 Reichsmark für die Freilassung von Schulz und blieb weiterhin im Kontakt mit ihm.
Schulz’ Todesurteil wurde schließlich zu einer Haftstrafe reduziert. Im Frühjahr 1930 kam er gegen Kaution aus der Haft frei und im Oktober 1930 wurde er vollständig begnadigt.

### SA-Führer und Reichsinspekteur (1930–1932)
Am 24. Oktober 1930 trat Schulz, der seit 1928 Kontakte zur NSDAP unterhielt, in die Hitler-Partei ein (Mitgliedsnummer 319.068). Sein Eintritt erfolgte vermutlich auf Vermittlung von Walter Buch, dem Obersten Richter der Partei, der ihn noch aus Kriegszeiten kannte und in dessen unmittelbarer Nähe in Solln bei München er sich niederließ. Aus Schulz’ Ehe mit Erna Belten ging 1930 ein Sohn hervor.
Ende 1930 bzw. Anfang 1931 wurde Schulz zum kommissarischen „SA-Führer Ost“ ernannt und war damit zeitweise der faktisch höchste SA-Führer in Berlin. Als Partner von Joseph Goebbels, dem Gauleiter von Berlin, sollte der „Berliner SA-Chef“ Schulz in den folgenden Wochen die Berliner SA reorganisieren. Dies war nach dem Stennes-Putsch notwendig geworden, bei dem der SA-Stabschef Walther Stennes am 1. April 1931 gegen die NSDAP-Parteileitung um Hitler in München revoltiert hatte, um Hitlers „Legalitätskurs“ durch direkte Konfrontation mit der Staatsgewalt zu ersetzen. Im Zusammenspiel mit Goebbels entmachtete Schulz Stennes und führte die meuternde Berliner SA, die zeitweise der Kontrolle durch die Parteiführung völlig entglitten war und sich verselbständigt hatte, wieder der Kontrolle durch die Parteiführung zu.
Anschließend wurde Schulz dem Reichsorganisationsleiter der NSDAP, Gregor Strasser, zugewiesen, vermutlich aufgrund der engen Beziehung Strassers zu Schulz’ Onkel Ernst Schulz, der ein „väterlicher Freund“ Strassers war, und der Autorität von Schulz unter ehemaligen Freikorpskämpfern und Angehörigen der Schwarzen Reichswehr. Infolgedessen rückte Schulz binnen kurzer Zeit in den engeren Führungskreis der NSDAP auf und war 1931 bis 1933 einer der wichtigsten Einflusspersonen Strassers. 1931 war Schulz neben Ernst Röhm der aussichtsreichste Anwärter auf den Posten des Stabschefs der SA, der nach der Entlassung von Franz Pfeffer von Salomon frei geworden war. Schulz’ „Bewerbung“ scheiterte schließlich, trotz der Unterstützung durch Strasser, da Hitler Röhm den Vorzug gab. Im Zuge einer Pressekampagne gegen Röhm druckte die sozialdemokratische Münchener Post am 24. Juni 1931 unter dem Titel „Das Braune Haus der Homosexuellen. Die homosexuelle Linie von München nach Berlin verlängert. Fememörder Schulz berichtet.“ einen angeblichen internen Bericht von Schulz ab. Nach Einschätzung der Bayerischen Politischen Polizei dürfte der Bericht gefälscht gewesen sein und auf Material der von Otto Strasser gegründeten „Kampfgemeinschaft Revolutionärer Nationalsozialisten“ beruht haben.
1930 bis 1932 traf Schulz sich mehrfach mit dem damaligen von der Zentrums-Partei gestellten Reichskanzler Heinrich Brüning, den er während der Ruhrbesetzung von 1923 kennengelernt hatte und zu dem er seither ein gutes Verhältnis hatte. Schulz’ heimlicher Ehrgeiz war in diesen Jahren – nach der Zurückweisung seiner Ambitionen auf den Posten des Stabschefs der SA durch Hitler – darauf gerichtet, den Strasser-Flügel der NSDAP als den „vernünftigen“ Flügel der Partei mit dem Zentrum zusammenzubringen und auf diesem Weg den „irrationalen und unkalkulierbaren“ Teil der Partei um Hitler und Röhm ins Abseits zu stellen. Schulz’ Plan eines Kompromisses mit dem Zentrum kam letztlich jedoch nicht mehr zustande.
Bei der Landtagswahl im April 1932 wurde er über den Wahlkreis 11 (Merseburg) als Abgeordneter in den Preußischen Landtag gewählt.
Im Sommer 1932 wurde Schulz zum Reichsinspekteur I der NSDAP und damit zum Stellvertreter Strassers ernannt. Seine Zuständigkeit galt dabei vor allem dem Norden Deutschlands, während für den Süden der Reichsinspektor II, Robert Ley, zuständig war. Im Dezember 1932 schied Schulz zusammen mit Gregor Strasser aus der NSDAP aus. Er arbeitete in der Folge für die Allgemeine Baugesellschaft Lenz & Co in Berlin.

### Röhm-Putsch und späteres Leben (1934–1964)
1934 wurde Schulz wahrscheinlich auf Betreiben Görings, der eine der Hauptrollen bei der Mordaktion spielte, auf eine besondere Fahndungsliste, die sogenannte „Reichsliste“ gesetzt. Die Reichsliste diente als „Arbeitsgrundlage“ der SS- und Gestapo-Kommandos, die im Sommer 1934 mit der Ermordung von führenden SA-Männern (sowie einigen weiteren unliebsamen Personen) beauftragt wurden. Schulz wurde am 30. Juni verhaftet und in das Gestapohauptquartier in der Prinz-Albrecht-Straße gebracht. Danach fuhren ihn drei Gestapo-Beamten in Zivil in einem zivilen Auto in einen dunklen Wald außerhalb von Potsdam bei dem Dorf Seddin, befahlen ihm auszusteigen und schossen ihm eine Kugel in den Rücken. Schulz – schwer verletzt – fiel zu Boden und stellte sich tot. Die Beamten wandten sich einige Augenblicke von ihm ab, um eine Plane für den leichteren Abtransport des Körpers zu holen. In diesem Moment sprang Schulz auf und floh in den dunklen Wald. Es gelang ihm zu entkommen. In den kommenden Tagen hielt er sich bei einem Freund, dem ehemaligen Konteradmiral Lübbert, verborgen, von dem er vermutete, dass dessen Adresse nicht auf den Fahndungslisten der Gestapo stand, weil die Adresse nicht in Schulz’ Adressbuch stand. Nach den eigenen späteren Angaben von Schulz gelang es Lübbert, für 14 Tage einen „persönlichen Schutz“ für Schulz gleichermaßen bei Hitler wie bei Göring zu erreichen. Schulz reiste am 20. Juli 1934 in die Schweiz aus und lebte dort als Geschäftsmann in Zürich und Basel. 1935 verschaffte ihm seine frühere Arbeitgeberin eine Auslandsvertretung mit Sitz in Athen, die ihm häufige Ortswechsel und steten Auslandsaufenthalt ermöglichte. Ende 1940 siedelte Schulz von Athen nach Budapest über.
1940 betrieb Schulz vom Ausland aus seine Wiederaufnahme in die NSDAP, die jedoch von Hitler ausdrücklich zurückgewiesen wurde, was von Martin Bormann in einem Schreiben an den zuständigen Gauleiter Ernst Wilhelm Bohle am 25. September 1940 schriftlich bestätigt wurde. Außerdem wurde Schulz zu dieser Zeit in die „Schwarze Liste“ der NS-Führung eingetragen.
Nach dem Krieg kehrte Schulz in die Bundesrepublik zurück. Er war überwiegend als Unternehmer tätig und leitete zum Schluss ein Baumaschinenwerk in Neustadt an der Weinstraße. 1963 starb er in seinem Wohnort Laichingen. Schulz’ Nachlass lagert seit 1996 im Institut für Zeitgeschichte unter der Bestandsnummer ED 438. Er enthält Einzelstücke, die von Frau Helene Ranke abgegeben wurden oder bereits im Archiv des Instituts für Zeitgeschichte vorhanden waren: private Papiere, Korrespondenzen, Kopien seiner beiden Veröffentlichungen; Prozessakten zum Fememord Wilms und Aussagen zu Strasser.

## Persönlichkeit
In Zeugnissen seiner Vorgesetzten wurde Schulz als „anständig vom Scheitel bis zur Sohle“ charakterisiert. Erich Ludendorff beschrieb Schulz in einer Zeugenaussage für die Verteidigung im Fememordprozess als bescheiden, uneigennützig und mutig und fuhr fort: „Sein vorbildliches Verhalten als Soldat läßt mir eine Teilnahme an einem gemeinen Meuchelmord aus Mordlust oder Rache einfach ausgeschlossen erscheinen.“ Für Friedrich Grimm hatte sich sein Mandant Schulz mit besonderer Hingabe seiner Aufgabe gewidmet:
„Und so sehen wir Schulz im Jahr 1923 in seinem Büro […], in einem Zimmer, das mit spartanischer Einfachheit ausgestattet, in dem so gar sein Bett steht; und dort ist er täglich, von früh bis spät. Wenn er sich erhebt, stehen schon Offiziere und Ordonnanzen an seinem Bett, und wenn er das Büro verläßt, so ist es nur, um von einem Arbeitskommando zum anderen zu jagen, um zu organisieren, zu schaffen und allen Kameraden seinen Geist der Disziplin, der Treue und Hingebung einzupflanzen.“
Dem zur Zeit der Fememordprozesse Schulz umgebenden Ruf als „faszinierender Landsknecht“ und „überragende Führernatur“ wurde er als Angeklagter nicht gerecht, so der Eindruck eines Korrespondenten des Berliner Tageblattes:
„In der Anklagebank sitzt ein gutangezogener Mann, mit einem glatten Gesicht und kurzem Hals. Ein kleiner Zwirbelbart ziert ihn. Die Augen klein und stechend. Er macht dem Richtertisch eine Verbeugung, die ebenso gut oder ebenso linkisch ein Schlächtergeselle gemacht hätte. Überhaupt hat man den Eindruck, eine der Unteroffizierstypen der alten Armee vor sich zu sehen.“
Kurz nach der „Machtergreifung“ der Nationalsozialisten pries Roland Freisler die Fememörder als „Helden der Nation“. Der „Dienst, den Schulz und seine prächtigen Leute taten“, stellte sich für den Aussteiger Carl Mertens anders dar:
„Was ich dort fand, war ein Sumpf der niedrigsten Gesinnung und erbärmlichster Leidenschaften, eine Atmosphäre von Mordlust und Zynismus. Mit Entsetzen wandte ich mich zur Flucht. […] [A]lle freuen sich auf den Bürgerkrieg, auf Plündern, Brennen und Morden und, am meisten, auf die Niederknüttlung der wehrlosen Massen des arbeitenden Volkes. So sehen die Organisationen aus, in deren Programm ‚nationale Erziehung der Jugend’ und ‚körperliche Ertüchtigung’ steht.“
Emil Julius Gumbel nennt Schulz 1962 einen „Mann von ungeheurer Energie und letzter Rücksichtslosigkeit“. Bernhard Sauer nimmt 2004 Bezug auf einen Polizeibericht, in der eine Rede von Schulz vor SA-Angehörigen im Januar 1931 festgehalten wurde: „Der Feind sei sehr nahe, sogar in den eigenen Reihen […]. Jeder solle sich schwer hüten, irgendetwas über die Organisation auszuplaudern.“ Für Sauer war Schulz „allem Anschein nach paranoid.“

## Schriften
- Meine Erschießung am 30. Juni 1934, Pratteln 1948. (Privatdruck von dem nur wenige Exemplare existieren). Abgedruckt in Alexander Dimitrios [d. i. Schulz' Sohn]: Weimar und der Kampf gegen „rechts“. Eine politische Biographie, 4 Bände. Ulm 2009. ISBN 978-3-9803191-0-2, S. 777 bis 814.
- Rettungen und Hilfeleistungen an Verfolgten, 1933–1945 durch Oberleutnant a. D. Paul Schulz. Laichingen 1967. (Privatdruck)

## Zeitgenössische rechtsradikale Quellen
- Friedrich Grimm: Rechtsgutachten in der Strafsache des Oberleutnants a. D. Paul Schulz aus Berlin, Lehmann Verlag, München 1928.
- Wilhelm Freiherr von Müffling (Hrsg.): Wegbereiter und Vorkämpfer für das neue Deutschland. Lehmann, München 1933. (mit Foto)